# Wilhelm Levison
Wilhelm Levison (Düsseldorf, 27 maggio 1876 – Durham, 17 gennaio 1947) è stato uno storico tedesco.

## Biografia
Importante medievalista, fu noto come collaboratore della Monumenta Germaniae Historica, soprattutto per quanto riguarda l'agiografia di età merovingia. Ha anche curato l'edizione Deutschlands Geschichtsquellen im Mittelalter di Wilhelm Wattenbach. Nel 1935 fu costretto a ritirarsi dalla cattedra di che aveva all'Università di Bonn a causa delle leggi di Norimberga. Fuggì dalla Germania nazista nella primavera del 1939, ricevendo un posto alla Durham University. Nel 1943 tenne le Ford Lectures all'Università di Oxford e pubblicò l'opera England and the Continent in the Eighth Century. Morì durante la preparazione di Aus Rheinischer und Fränkischer Frühzeit, pubblicato nel 1948.
Conrad Leyser ha descritto Levison come «uno dei giganti della cultura storica del ventesimo secolo, la sua England and the Continent in the Eighth Century uno dei suoi testi canonici». Nel 2004 Nicholas Howe ha definito quel libro di importanza durevole. Nel 2007, per commemorare il suo lavoro, si sono tenute alla Durham University cinque conferenze, che sono state pubblicate nel 2010. Theodor Schieffer ha dedicato il suo Winfried - Bonifatius und die christliche Grundlegung Europas a Levison, che era stato il suo relatore per la tesi di dottorato.